# Панонска кнежевина
Панонска кнежевина, односно Посавска кнежевина, или Кнежевина Славонија, била је јужнословенска држава, која је постојала у раном средњем веку, а простирала се на северним (панонским) просторима данашње Хрватске, односно на подручјима данашње Славоније, Загорја, Покупља и Баније. Престоница Посавске кнежевине био је град Сисак, а најпознатији владари ове државе били су кнежеви Људевит Посавски, Ратимир и Браслав. Становништво ове кнежевине чинили су Панонски Словени, подељени на Посавске Словене у некадашњој римској провинцији Панонији Савији, на чијој територији је и настала Посавска кнежевина и Дуљебе у касније припојеној Блатенској кнежевини, која је обухватала некадашње римске провинције Панонију Прву и Доњу Панонију (Панонија Валерија и Панонија Друга).

## Назив
Ова јужнословенска држава је у историјским изворима и историографији позната под разним називима. Када је реч о примарним историјским изворима који сведоче о историји ове јужнословенске државе у раном средњем веку, међу најзначајније спадају сведочанства франачког хроничара Ајнхарда, који је у својим Аналима франачког краљевства (лат. Annales Regni Francorum), описао устанак Људевита Посавског. Ајнхард овог јужнословенског кнеза назива: "Људевит, кнез Доње Паноније" (лат. Liudewiti, ducis Pannoniae inferioris), који је повлачећи се пред Францима из Сиска пребегао "Србима, за који се народ казује да држи велики део Далмације" (лат. ad Sorabos, quae natio magnam Dalmatiae partem obtinere dicitur).
Франачки летописи под 884. годином бележе описни назив у облику: држава (краљевство) између Драве и Саве (лат. regnum inter Dravum et Savum). На основу овог описног назива, који садржи само географске одреднице, настали су појмовно неутрални историографски називи као што су: Кнежевина између Драве и Саве или Савско-дравска кнежевина.
Ова кнежевина је у хрватској историографији позната под етнифицираним називима: Панонска Хрватска или Посавска Хрватска, али такви називи нису поткрепљени примарним историјским изворима. Поменуте етнифициране називе промовисали су хрватски историчари у 19. веку, односно у време националног буђења Хрвата, који су га преузели од "оца хрватске историографије" Ивана Лучића. Етнифицирани називи су настали из потребе да се појам раносредњовековне Хрватске, која се у историјској стварности простирала јужно од планине Гвозда, прошири и на суседну Посавску кнежевину.
Иако назив "Панонска Хрватска", односно "Посавска Хрватска" није поткрепљен историјским изворима, он се током времена усталио у домаћој, а делимично и у страној литератури, што је, према неким мишљењима, био резултат извесних политичких компромиса у оквиру бивше југословенске заједнице. До таквих компромиса, по тумачењу одређених српских историчара, дошло је након националног изјашњавања католичког становништва Славоније штокавског наречја (Шокци), за које се до последњих деценија 19. века у неким изворима користио и назив Срби католици, а након хрватизације коју је спровело аустроугарско чиновништво, назив Хрвати.

Према неким тумачењима, назив "Панонска Хрватска", односно "Посавска Хрватска" се усталио у делу стране историографске литературе, због некритичког прихватања резултата историјских истраживања хрватских романтичарско-националистичких аутора, односно, као што наводи амерички историчар Џон Фајн:
Рана средњовековна хрватска историја се уклапа у смисао старе изреке: што више учиш, све мање знаш. Док сам био на основним студијама историје Балкана, мислио сам да знам доста тога о Хрватској. Међутим, како сам даље проучавао Хрватску, испоставило се да су једна по једна „чињеница“, које сам раније знао, заправо сумњиве, засноване на спорним или непостојећим изворима. Већина постојеће литературе на западњачким језицима о средњовековној Хрватској је изузетно оскудна, и често умрљана националистичким предрасудама. (...) Већина података написаних о средњовоковној хрватској историји потиче из познијих (седамнаести и осамнаести век) наративних историја.

## Становништво
Као и у вези назива Посавске кнежевине, постоје размимоилажења и око питања о њеном етничком саставу након досељења словенског становништва. Већина хрватских историчара од 19. века до данас сматра да су је у раном средњем веку насељавали Хрвати, док одређени српски научници (историчари и археолози) тврде да се радило о Србима. И једни и други своја теоријска упоришта траже у историјским изворима од 7. до 9. века, али за дефинитиван одговор на то спорно питање нису пронађени поуздани подаци. Такође постоји и "карантанско-панонска теорија", идејно зачета још крајем 18. и почетком 19. века код Антона Томажа Линхарта и Јернеја Копитара, по којој је велики део становништва данашње северозападне Хрватске, које говори кајкавским наречјем, од давнина био словеначког порекла.

Хрватски историчари се углавном ослањају на један извор из Порфирогенитовог дела "О управљању царством", где се наводи да се од Хрвата који су се населили у Далмацији део народа оделио и завладао Илириком и Панонијом. Међутим, поједини хрватски стручњаци за историју средњег века, попут Наде Клаић, обратили су пажњу на нерешено питање — зашто се у Славонији током средњег века не појављују трагови хрватског имена? Такође је и међу угледним српским историчарима било оних који су сматрали да Људевит Посавски, један од поменутих владара Панонске кнежевине из раних средњовеконих извора, није могао да буде Хрват, пошто се у тадашњим примарним изворима (Ајнхардова "Франачка хроника") народ Хрвата, за разлику од Срба, још не помиње на тлу римских провинција Далмације и Паноније. У прилог тој теорији стоји чињеница да је први утврђени документ у којем се појављују називи "Хрват" и "Хрватска", повеља кнеза Трпимира (Трпмимирова даровница) од 4. марта 852. године (најстарији препис из 1568. године), чију аутентичност су оспорили одређени истакнути хрватски научници. Хрватски историчар Иво Голдштајн закључује:
Dakle, u Einhardovo vrijeme hrvatsko se ime, prema raspoloživom izvornom materijalu, još uopće nije ni pročulo - za sve suvremene pisce to je ili Dalmacija, Panonija, ili općenito slavenska zemlja, a stanovnici su ponajviše Slaveni, nema ni Hrvata ni Hrvatske. Do potpune afirmacije hrvatskog imena u inozemstvu došlo je stotinjak godina nakon Einharda.
Постоје и теорије блиске ставовима тзв. "Српске аутохтонистичке школе" по којима су Срби живели на простору Посавске кнежевине још у време римске владавине, што се потврђује извесним "српским топонимима", попут старог назива за Градишку у Птолемејевој географији из 2. века, где је убележено место Serbinon или Serbinum. Према другим мишљењима, назив овог места се везује за таласе досељавања Сармата на подручје Панонске низије (Видети чланак: Иранска теорија о пореклу Срба).
Савремена истраживања страних, али и појединих хрватских научника потврдила су да се становништво Посавске кнежевине и потоње Бановине Славоније не може сврставати ни у хрватски, ни у српски, ни у словеначки етнички корпус, пошто је реч о посебном јужнословенском становништву, односно Панонским Словенима (потоњим етничким Славонцима), на чијем је етничком простору не само током средњег века већ и током позног раздобља од 16. до 18. века, а првенствено на подручју Горње Славоније, односно Вараждинског генералата и даље негована свест о земаљској посебност Славоније и народној посебности славонског становништва, односно славонских народних традиција, културе и језика.

## Владари
- Људевит Посавски (око 810-823)
- Ратимир (око 829–838)
- Браслав (око 884-око 896)

## Извори и Литература